# Component video

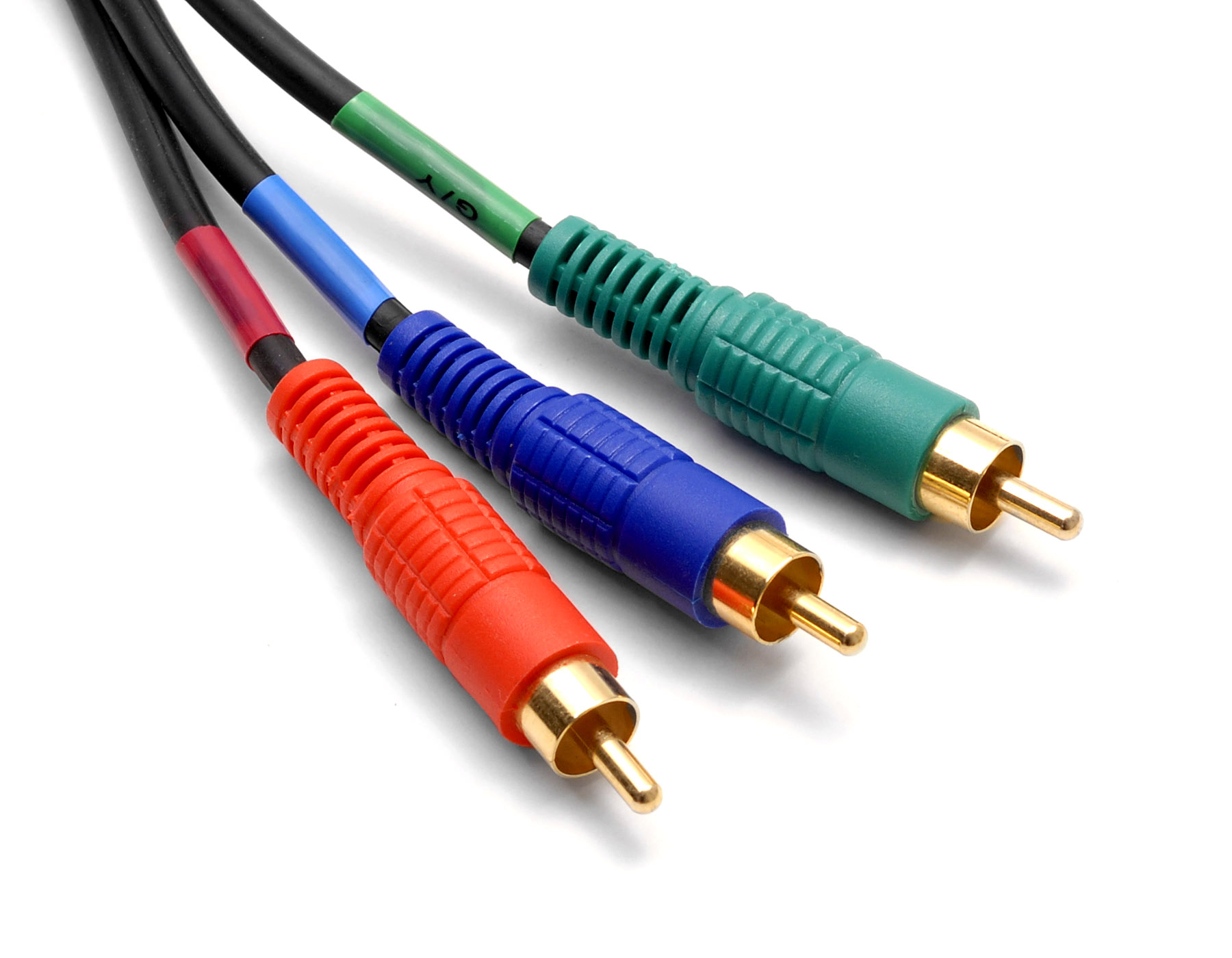
Drie kabels, elk met tulpstekkers aan beide kanten worden veel gebruikt voor analoge videosignalen.

Component video is een videosignaal dat in twee of meer componenten opgedeeld is. Het verwijst naar een soort analoge videoinformatie dat als drie aparte signalen verstuurd of kan worden opgeslagen. Component video kan met Composiet video (NTSC, PAL or SECAM) vergeleken worden. Daarbij zijn de beeldgegevens in één lijn samengebracht. Net zoals bij composiet video draagt component video geen audiosignaal met zich mee.
Bij gebruik zonder verdere specificatie verwijst de term component video meestal naar analoge YPbPr component video met synchronisatie in het luminantiesignaal. 

## Achtergrondinformatie
Het menselijk oog heeft speciale zenuwcellen in de vorm van staafjes en kegeltjes op de retina (zie Waarnemen van kleuren).
De staafjes zijn gevoelig voor licht in het algemeen, de kegeltjes zijn gevoelig voor het licht van een bepaalde kleur.
Zo bestaan er drie soorten kegeltjes: roodgevoelige, groengevoelige en blauwgevoelige.
Omdat het menselijk oog enkel deze drie kleuren waarneemt, heeft men een videosysteem nodig dat deze drie kleuren kan opvangen en reproduceren.
Een videosysteem dat werkt met rood, groen en blauw is het RGB-kleursysteem. Door de intensiteit van elk R-G-B component te variëren kan men elke kleur van het kleurenspectrum bekomen. Hierdoor ontstaat een beeld met natuurlijke kleurweergave.

## Geschiedenis
Oorspronkelijk was er enkel het luminantiesignaal, dit zorgde voor de aansturing van de zwart-wit televisieschermen. Toen de kleurentelevisie zijn intrede deed in 1953, werd er een techniek uitgevonden, genaamd composiet video, die alle beeldinformatie over een enkele kabel kon verplaatsen. Om deze beelden zonder kwaliteitsverlies over te dragen is veel bandbreedte vereist. Overdrachtsmedia zoals composiet en s-video beschikken niet over deze bandbreedte, om toch alle kleurgegevens over een enkele draad te verplaatsen worden de signalen gemultiplext. Een nadeel hiervan is dat kleurinformatie verloren gaat tijdens de compressie naar het composietsignaal. Daarnaast kunnen de luminantie (Y) en chrominantie (C) signalen slecht worden hersteld in oorspronkelijke staat wanneer deze zijn samengevoegd. Hierdoor ziet het eindresultaat er minder scherp en kleurrijk uit als het originele beeld.
Bij s-video worden de Y- en C-signalen gescheiden, hierdoor wordt al een betere kwaliteit bereikt.
Doordat bij component video alle signalen zijn gescheiden, kan een nog hogere kwaliteit worden behaald. Component video is hierdoor de beste verbinding voor analoge videosignalen. Een nadeel van component is dat er 5 stekkers (inclusief audio) nodig zijn voor de verbinding.

### Heden
Component video is bij consumenten populair geworden als een analoog signaal van hoge kwaliteit. Een component kabel kan in veel thuisbioscopen worden teruggevonden. Sinds enige tijd doen digitale alternatieven hun intrede met een hogere beeldkwaliteit, zoals DVI en HDMI, en neemt de populariteit van component video af.

## Werking

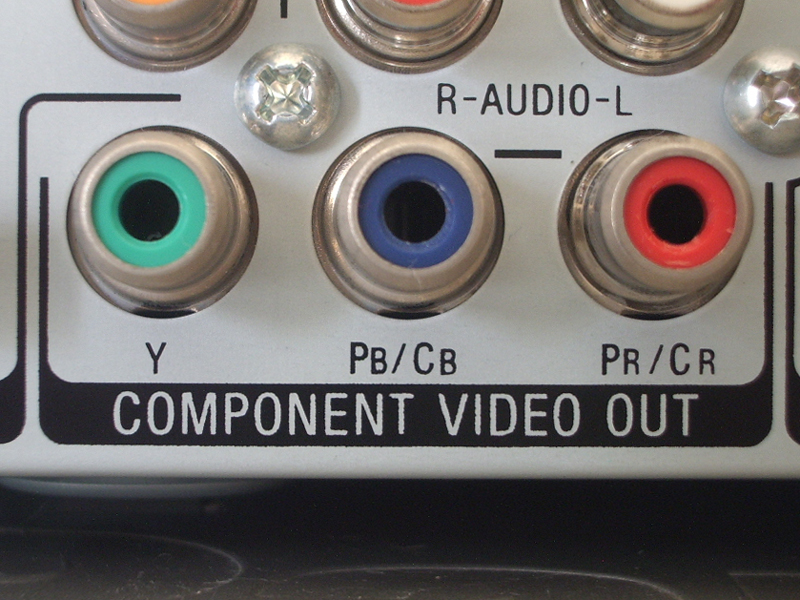
Drie aansluitingen voor de RCA-stekkers van component videokabels.

Component video bestaat uit drie signalen. Het eerste signaal geeft de luminantie weer van het originele RGB-signaal. Dit bevat met andere woorden het zwart-witbeeld van het originele RGB-beeld.
Het luminantie signaal wordt aangeduid met de letter "Y". Daarnaast bevat het "Y" signaal informatie om de drie signalen te synchroniseren. Het tweede en het derde signaal zijn de kleurverschillen. Deze duiden de relatie aan tussen hun kleurcomponent en het luminantie-signaal.
De blauwe "Pb" component is gelijk aan "B-Y" en de rode "Pr" component is gelijk aan "R-Y". "Pb" en "Pr" worden wiskundig afgeleid van het RGB-signaal.
De 'P' in "Pb" en "Pr" staat voor "Parallel", het heeft te maken met de manier waarop de kabel is opgebouwd.

## Technische details
YPbPr-signalen worden als volgt wiskundig afgeleid van de originele RGB (rood, groen, blauw) bronsignalen.
```
YPbPr omzetting van R'G'B'

====================================================

Y' = Kr * R'   + (1 - Kr - Kb) * G'   + Kb * B'
Pb = 0.5 * (B' - Y') / (1 - Kb)
Pr = 0.5 * (R' - Y') / (1 - Kr)
......... Kb...........................................
R', G', B' in [0; 1]
Y' in [0; 1]
Pb in [-0.5; 0.5]
Pr in [-0.5; 0.5]
```

{\displaystyle Y'=Kr\cdot R'+(1-Kr-Kb)\cdot G'+Kb\cdot B'\,}
{\displaystyle Pb={\frac {1}{2}}\cdot {\frac {B'-Y'}{1-Kb}}}
{\displaystyle Pr={\frac {1}{2}}\cdot {\frac {R'-Y'}{1-Kr}}}
Waarbij Kr en Kb afhankelijk zijn van het RGB kleurengamma. In het (standaard voor televisies) kleurengamma van  ITU-R BT.601  geldt het volgende:
Kb = 0,114
Kr = 0,299
Hier stelt men de RGB kleurwaardes voor als een getal dat ligt tussen 0 en 1.
Component video kan worden gebruikt voor verschillende resoluties gaande van 480i, 480p tot en met 1080i en (niet officieel) 1080p.

## Verschil met YCbCr
YCbCr staat gedefinieerd in de ITU-601-standaard en wordt gebruikt voor digitale component video. Hetzelfde kleurenspectrum wordt gebruikt bij analoge component video en heet YPbPr.
Het verschil is dat het videoapparaat de video opslaat en verwerkt in het YCbCr-formaat, maar het wordt doorgestuurd in het YPbPr-formaat. De term YCbCr wordt dikwijls voor beide methoden gebruikt.  Sommige professionele videoapparatuur kan wel met YCbCr worden aangesloten, dit gebeurt dan met een enkelvoudige kabel, in tegenstelling tot YPbPr waarbij er drie RCA-kabels gebruikt worden voor de Y-, Pb- en Pr-component.

### YCbCr is digitaal
MPEG compressie, gebruikt in dvd's, digitale televisie en Video-cd's wordt gecodeerd in YCbCr en digitale camcorders (MiniDV, DV, Digital Betacam, etc.) sturen YCbCr door via een digitale kabel zoals FireWire of SDI. 

### YPbPr is analoog
YPbPr is de analoge tegenhanger van YCbCr. Het gebruikt een verbinding die bestaat uit drie kabels in tegenstelling tot YCbCr dat slechts één kabel gebruikt. YPbPr wordt vooral gebruikt als verbinding tussen videospelers en televisietoestellen.